# Duportella
Duportella is een geslacht van schimmels behorend tot de familie Peniophoraceae. Het lectotype is Duportella velutina.

## Soorten
Volgens Index Fungorum telt het geslacht 14 soorten (peildatum maart 2023):
| Soortnaam                 | Auteur(s)                  | Publicatiejaar |
| ------------------------- | -------------------------- | -------------- |
| Duportella jordaoensis    | Hjortstam & Ryvarden       | 2004           |
| Duportella kuehneri       | (Boidin & Lanq.) Hjortstam | 1987           |
| Duportella kuehneroides   | Boidin, Lanq. & Gilles     | 1991           |
| Duportella lassa          | Spirin & Kout              | 2015           |
| Duportella miranda        | Boidin, Lanq. & Gilles     | 1991           |
| Duportella pirispora      | Boidin, Lanq. & Gilles     | 1991           |
| Duportella raimundoi      | Pat.                       | 1915           |
| Duportella renispora      | Boidin, Lanq. & Gilles     | 1991           |
| Duportella rhoica         | Boidin & Lanq.             | 1995           |
| Duportella schomburgkii   | (Berk.) G. Cunn.           | 1953           |
| Duportella sphaerospora   | G. Cunn.                   | 1957           |
| Duportella tristicula     | (Berk. & Broome) Reinking  | 1920           |
| Duportella tristiculoides | Sheng H. Wu & Z.C. Chen    | 1993           |
| Duportella velutina       | Pat.                       | 1915           |